# プログラミングの統一理論
プログラミングの統一理論 (英: Unifying Theories of Programming) は、プログラム意味論に関する概念である。これは、表示的意味論、操作的意味論および代数的意味論（公理的意味論の一種）がプログラムやコンピュータシステムの形式仕様記述、設計および実装についての統一的なフレームワーク内でどのように結びつけられるかを示す。
このタイトルの書籍は、アントニー・ホーアおよびHe JifengによってPrentice Hall International Series in Computer Scienceから1998年に出版された。